# Sue Sylvester
Sue Sylvester is een personage van de Amerikaanse televisieserie Glee van Fox Broadcasting Company, gespeeld door Jane Lynch. Ze is coach van de William McKinley High School cheerleaders en aartsrivaal van Will Schuester.